# Arvid Unsgaard (missionär)
Arvid Unsgaard, född 22 maj 1893 i Ytterhogdal, Hälsingland, död 13 april 1956 i Jönköping, var en svensk missionär verksam inom Svenska Missionsförbundets (SMF) kongomission i dåvarande Franska Kongo.

## Biografi
Arvid Unsgaard läste 1908–1909 vid Hermods korrespondensinstitut. Han genomgick en evangelistkurs i Sundsvall 1917 och Svenska Missionsförbundets missionsskola 1918–1922. Efter språkstudier i Frankrike 1922–1923 verkade han som missionär i Kongo, huvudsakligen som föreståndare för de yngre missionsstationerna i Franska Kongo. Han var 1935–1936 ledamot av Missionsrådet i Kongo och blev 1953 dess ordförande. Han var även från 1950 medlem av Synodalrådet i Franska Kongo.

## Familj
Arvid Unsgaard var son till grovarbetare Johan Pedersen Unsgaard (1852–1925) och Margareta Månsdotter (1871–1947). Han gifte sig 1924 med missionären Ada Johansson (1893–1969) och de fick barnen Bertil, Anna-Britta och Åke.